# Le grandi storie della fantascienza: 1962
Le grandi storie della fantascienza: 1962 (titolo originale Isaac Asimov Presents the Great SF Stories 24 (1962)) è un'antologia di racconti di fantascienza raccolti e commentati da Isaac Asimov e Martin H. Greenberg. Fa parte della serie Le grandi storie della fantascienza e comprende racconti pubblicati nel 1962.
È stata pubblicata nel 1992 e tradotta in italiano nel 1994.

## Racconti
- Un mondo di pazzi (The Insane Ones), di James G. Ballard
- Il tradimento di Natale (Christmas Treason), di James White
- Sette giorni di terrore (Seven-Day Terror), di R. A. Lafferty
- I re (Kings Who Died), di Poul Anderson
- L'uomo che aveva fatto amicizia con l'elettricità (The Man Who Made Friends with Electricity), di Fritz Leiber
- Li ho visti morire (Hanghead Vandal!), di Mark Clifton
- L'uomo del tempo (The Weather Man), di Theodore L. Thomas
- Torna a casa, Terrestre! (Earthlings Go Home!), di Mack Reynolds
- Le strade di Ashkelon (An Alien Agony), di Harry Harrison
- Quando si ama (When You Care, When You Love), di Theodore Sturgeon
- La ballata di G'Mell innamorata (The Ballad of Lost C'mell), di Cordwainer Smith
- Tutti contro tutti (Gadget Versus Trend), di Christopher Anvil
- Tetti d'argento (Roof of Silver), di Gordon R. Dickson

## Edizioni
- Isaac Asimov Presents The Great SF Stories 24 (1962), DAW Books, 1992.
- Le grandi storie della fantascienza: 1962, Arnoldo Mondadori Editore, 1994, ISBN 88-04-39193-6.